# Andrzej Bartkowski
Andrzej Bartkowski (ur. 2 maja 1945 w Izbicy Kujawskiej) – polski przedsiębiorca, twórca oraz mecenas sztuki.

## Życiorys
Jest absolwentem Liceum Ogólnokształcącego im. Jana Kasprowicza w Izbicy Kujawskiej (matura rocznik 1962). W latach 1962–1963 był asystentem operatora filmowego w Wytwórni Filmowej „Czołówka”. Następnie podjął studia w Szkole Głównej Gospodarstwa Wiejskiego w Warszawie (SGGW). Jest absolwentem Wydziału Melioracji Wodnych SGGW. W czasie studiów tańczył w studenckich zespołach tanecznych, w klubie „Stodoła” wystąpił jako solista taneczny w programach musicalowych. Pracował też w radiowęźle studenckim. Interesował się podróżami i turystyką. Ukończył Dwuletnie Podyplomowe Studium Afrykanistyczne na Uniwersytecie Warszawskim. Karierę w turystyce rozpoczął w studenckim Almaturze, a następnie Juwenturze. W latach 1973–1990 był pracownikiem Orbisu. W 1990 został współzałożycielem Biura Podróży Mazurkas. W 2001 otworzył Hotel Mazurkas w Ożarowie Mazowieckim. W 2007 rozbudował go o nowy kompleks tworząc Centrum konferencyjne MCC Mazurkas Conference Centre. W 2012 MCC Mazurkas Conference Centre & Hotel otrzymał prestiżowy tytuł Ambasadora Polskiej Gospodarki w kategorii Partner Firm Zagranicznych.
Pisze wiersze, ballady, piosenki. W 2014 wydał dwa tomiki swojej twórczości: „PRL kabaretowo: wiersze, ballady, piosenki, teksty satyryczne z PRL-u“ oraz „Graj tango: wiersze, ballady, piosenki“.
Występuje jako postać rzeczywista w powieści Zaginiona Grzegorza Gołębiowskiego.
Prywatnie mąż Ireny i ojciec Kariny i Karoliny.

## Mecenat
Jest mecenasem sztuki. W 2012 wraz z Andrzejem Hulewiczem utworzył Forum Humanum Mazurkas – cykl wydarzeń kulturalno-artystycznych.  Pierwsze odbyło się 15 kwietnia 2012. W hotelu w Ożarowie Mazowieckim organizuje również inne wydarzenia artystyczne.
W październiku 2015 był współorganizatorem urodzin Prezydenta Lecha Wałęsy. Wydarzeniu towarzyszył wernisaż, w ramach którego zorganizowano dwie wystawy: „Lech Wałęsa w rysunku satyrycznym i karykaturze” – wystawa prac satyrycznych najlepszych polskich karykaturzystów oraz Galeria Forum Humanum Mazurkas – retrospektywa dzieł malarzy i rzeźbiarzy z dotychczasowych Forów Humanum, które odbyły się w Hotelu Mazurkas.
8 października 2016 wraz z Andrzejem Hulewiczem stali się fundatorami rzeźby upamiętniającej pokolenia polskich tancerzy, choreografów i pedagogów, która stanęła przy Teatrze Wielkim w Warszawie.

## Odznaczenia i nagrody
- Odznaka honorowa „Za Zasługi dla Turystyki”
- 2010 – nagroda honorowa Miasta i Gminy Ożarów Mazowiecki „Felicja”.
- 2014 – Odznaka honorowa „Zasłużony dla Kultury Polskiej”.
- 2015 – Złoty Krzyż Zasługi[14].
- 2018 – statuetka MP Power Projekt w kategorii CSR w branży eventowej[15].
- 2020 – Nagroda Honorowa im. Witolda Hulewicza za rok 2020 za działalność na rzecz polskiej kultury[16].
- 2022 – Tytuł Honorowego Obywatela Gminy Ożarów Mazowiecki[17].
- 2024 – Srebrny Medal Zasłużony Kulturze Gloria Artis[18].